# Disney Legends
Disney Legends – nagroda, przyznawana od 1987, ufundowana przez The Walt Disney Company, którą otrzymują ludzie szczególnie zasłużeni dla wytwórni Disney. Komisji wybierającej laureatów przewodzą Roy E. Disney, bratanek Walta Disneya i dyrektor Disney Company. W jej skład wchodzi kierownictwo firmy, historycy, i inne autorytety.
Nagroda Disney Legend to ręcznie rzeźbiona w brązie ręka Myszki Miki trzymająca różdżkę zakończoną gwiazdą.

## Nagrodzeni

### 1987
- Fred MacMurray

### 1988
brak nagród

### 1989
- Les Clark (pośmiertnie)
- Marc Davis
- Ub Iwerks (pośmiertnie)
- Ollie Johnston
- Milt Kahl (pośmiertnie)
- Ward Kimball
- Eric Larson (pośmiertnie)
- John Lounsbery (pośmiertnie)
- Wolfgang Reitherman (pośmiertnie)
- Frank Thomas

### 1990
- Roger Broggie
- Joe Fowler
- John Hench
- Richard Irvine (pośmiertnie)
- Herbert Ryman (pośmiertnie)
- Richard Sherman
- Robert Sherman

### 1991
- Ken Anderson
- Julie Andrews
- Carl Barks
- Mary Blair (pośmiertnie)
- Claude Coats
- Don DaGradi
- Sterling Holloway
- Fess Parker
- Bill Walsh (pośmiertnie)

### 1992
- Jimmie Dodd (pośmiertnie)
- Bill Evans
- Annette Funicello
- Joe Grant
- Jack Hannah
- Winston Hibler (pośmiertnie)
- Ken O’Connor
- Roy Williams (pośmiertnie)

### 1993
- Pinto Colvig (pośmiertnie)
- Buddy Ebsen
- Peter Ellenshaw
- Blaine Gibson
- Harper Goff
- Irving Ludwig
- Jim MacDonald (pośmiertnie)
- Clarence Nash (pośmiertnie)
- Donn Tatum
- Card Walker

### 1994
- Adriana Caselotti
- Bill Cottrell
- Marvin Davis
- Van France
- David Hand (pośmiertnie)
- Jack Lindquist
- Bill Martin
- Paul J. Smith (pośmiertnie)
- Frank Wells (pośmiertnie)

### 1995
- Wally Boag
- Fulton Burley
- Dean Jones
- Angela Lansbury
- Edward Meck (pośmiertnie)
- Fred Moore
- Thurl Ravenscroft
- Wathel Rogera
- Betty Taylor

### 1996
- Bob Allen (pośmiertnie)
- Rex Allen
- X Atencio
- Betty Lou Gerson
- Bill Justice
- Bob Matheison
- Sam McKim
- Bob Moore
- Bill Peet
- Joe Potter (pośmiertnie)

### 1997
- Lucien Adés (pośmiertnie)
- Angel Angelopoulos (pośmiertnie)
- Antonio Bertini
- Armand Bigle
- Gaudenzio Capelli
- Roberto de Leonardis (pośmiertnie)
- Cyril Edgar (pośmiertnie)
- Wally Feignoux (pośmiertnie)
- Didier Fouret (pośmiertnie)
- Mario Gentilini (pośmiertnie)
- Cyril James (pośmiertnie)
- Horst Koblischek
- Gunnar Mansson
- Arnoldo Mondadori (pośmiertnie)'
- Armand Palivoda (pośmiertnie)
- Poul Brahe Pederson (pośmiertnie)
- André Vanneste (pośmiertnie)
- Paul Winkler (pośmiertnie)

### 1998
- James Algar
- Buddy Baker
- Kathryn Beaumont
- Virginia Davis
- Roy E. Disney
- Don Escen
- Wilfred Jackson (pośmiertnie)
- Glynis Johns
- Kay Kamen (pośmiertnie)
- Paul Kenworthy
- Larry Lansburgh
- Hayley Mills
- Al Milotte i Emma Milotte (pośmiertnie)
- Norman „Stormy” Palmer
- Lloyd Richardson
- Kurt Russell
- Ben Sharpsteen (pośmiertnie)
- Masatomo Takahashi
- Vladimir Peter Tytla (pośmiertnie)
- Dick Van Dyke
- Matsuo Yokoyama

### 1999
- Tim Allen
- Mary Costa
- Norm Ferguson (pośmiertnie)
- Bill Garity (pośmiertnie)
- Yale Gracey (pośmiertnie)
- Al Konetzni
- Hamilton Luske (pośmiertnie)
- Dick Nunis
- Charlie Ridgway

### 2000
- Grace Bailey (pośmiertnie)
- Harriet Burns
- Joyce Carlson
- Ron Dominguez
- Cliff Edwards (pośmiertnie)
- Becky Fallberg
- Dick Jones
- Dodie Roberts
- Retta Scott (pośmiertnie)
- Ruthie Tompson

### 2001
- Howard Ashman (pośmiertnie)
- Bob Broughton
- George Bruns (pośmiertnie)
- Frank Churchill (pośmiertnie)
- Leigh Harline (pośmiertnie)
- Fred Joerger
- Alan Menken
- Martin Sklar
- Ned Washington (pośmiertnie)
- Scott Weinger
- Tyrus Wong

### 2002
z okazji otwarcia studia Disneya w Paryżu wszyscy nagrodzeni byli Europejczykami
- Ken Annakin
- Hugh Attwooll
- Maurice Chevalier
- Phil Collins
- sir John Mills
- Robert Newton (pośmiertnie)
- sir Tim Rice
- Robert Stevenson (pośmiertnie)
- Richard Todd
- David Tomlinson (pośmiertnie)

### 2003
- Neil Beckett
- Tutti Camarata
- Edna Francis Disney (pośmiertnie)
- Lillian Disney (pośmiertnie)
- Orlando Ferrante
- Richard Fleischer
- Floyd Gottfredson (pośmiertnie)
- Buddy Hackett
- Harrison Price
- Alfred Taliaferro (pośmiertnie)
- Ilene Woods

### 2004
- Bill Anderson (pośmiertnie)
- Tim Conway
- Rolly Crump
- Alice Davis
- Karen Dotrice
- Matthew Garber (pośmiertnie)
- Leonard H. Goldenson (pośmiertnie)
- Bob Gurr
- Ralph Kent
- Irwin Kostal (pośmiertnie)
- Mel Shaw

### 2005
Z okazji 50-lecia Disneylandu wszyscy nagrodzeni byli związani z budową parków rozrywki
- Chuck Abbott (pośmiertnie)
- Milt Albright
- Hideo Amemiya (pośmiertnie)
- Hideo Aramaki (pośmiertnie)
- Charles Boyer
- Randy Bright (pośmiertnie)
- James Cora
- Robert Jani (pośmiertnie)
- Mary Jones
- Art Linkletter
- Mary Anne Mang
- Steve Martin
- Tom Nabbe
- Jack Olsen (pośmiertnie)
- Cicely Rigdon
- William Sullivan
- Jack Wagner (pośmiertnie)
- Vesey Walker (pośmiertnie)

### 2006
- Tim Considine
- Kevin Corcoran
- Al Dempster (pośmiertnie)
- Don Edgren
- Paul Frees (pośmiertnie)
- Peter Jennings (pośmiertnie)
- sir Elton John
- Jimmy Johnson (pośmiertnie)
- Tommy Kirk,
- Joe Ranft (pośmiertnie)
- David Stollery
- Ginny Tyler

### 2007
- Roone Arledge (pośmiertnie)
- Art Babbitt (pośmiertnie)
- Carl Bongirno
- Marge Champion
- Dick Huemer (pośmiertnie)
- Ron Logan
- Lucille Martin
- Tom Murphy
- Randy Newman
- Floyd Norman
- Bob Schiffer (pośmiertnie)
- Dave Smith

### 2019
- Christina Aguilera
- Robert Downey Jr.
- Jon Favreau
- James Earl Jones
- Bette Midler
- Kenny Ortega
- Hans Zimmer
- Ming-Na Wen